# Podróż apostolska Franciszka do Kazachstanu

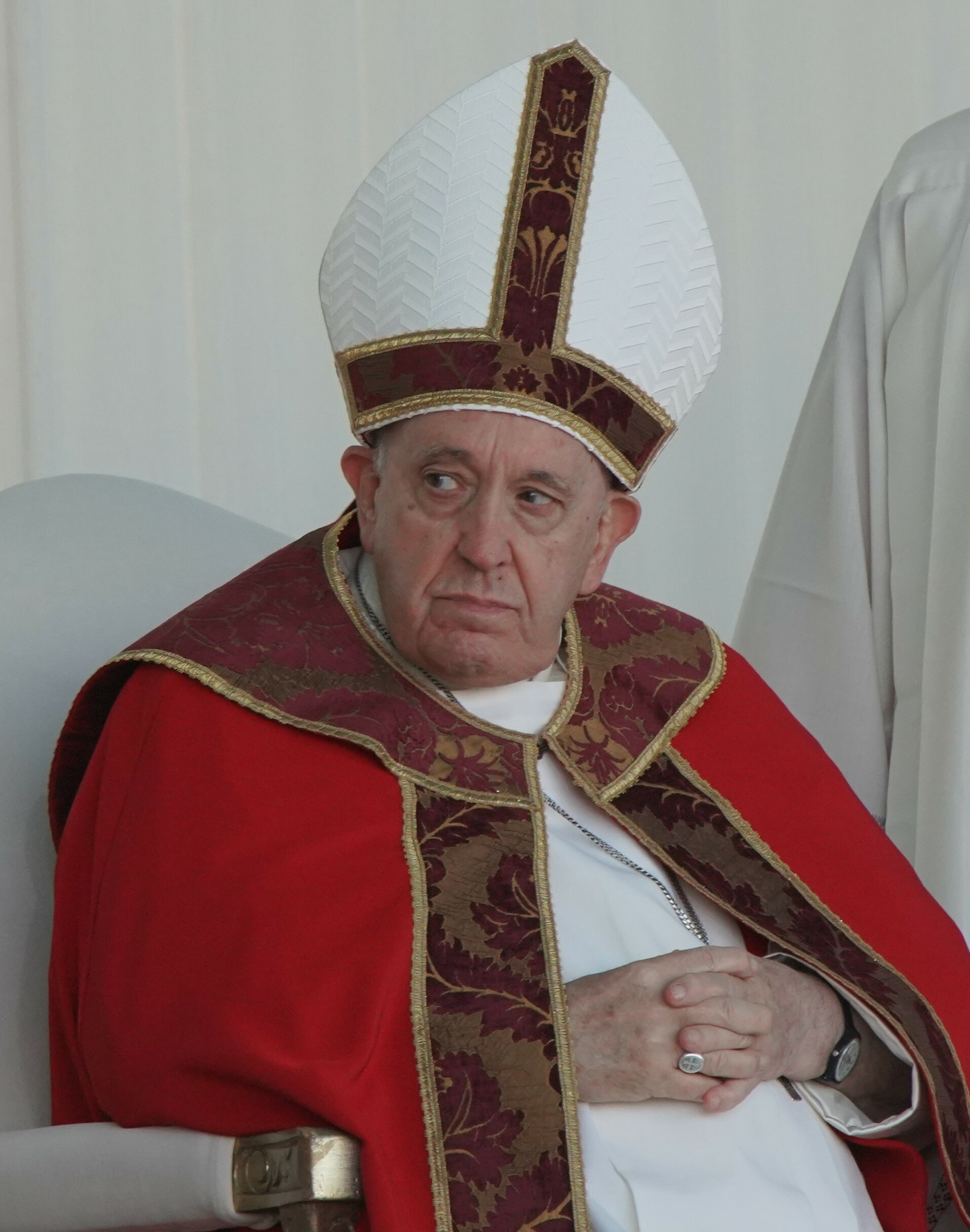
Papież Franciszek podczas Mszy św. w Kazachstanie

Podróż apostolska papieża Franciszka do Kazachstanu odbyła się w dniach 13–15 września 2022. Podróż Franciszka obejmowała stolicę Kazachstanu – Nur-Sułtan.
Celem wizyty Franciszka był udział w VII Kongresie Przywódców Światowych i Tradycyjnych Religii w Nur-Sułtanie. Informacja została ogłoszona 1 sierpnia 2022 przez Biuro Prasowe Stolicy Apostolskiej.
Była to druga wizyta biskupa Rzymu w Republice Kazachstanu, wcześniej ten kraj odwiedził Jan Paweł II w 2001.

## Program pielgrzymki[4][5]
715 – czas rzymski, zaś pozostałe godziny to czas kazachski.
- 13 września[1]

O 715 wylot samolotu z papieżem z lotniska Rzym/Fiumicino International Airport do Nur-Sułtan, zaś o 1745 przylot na międzynarodowe lotnisko w stolicy Kazachstanu i oficjalne powitanie na lotnisku. O 1830 ceremonia powitalna w Pałacu Prezydenckim w Nur-Sultan zaś o 1845 kurtuazyjna wizyta u prezydenta Kazachstanu Kasyma-Żomarta Tokajewa. O 1930 spotkanie papieża z władzami, społeczeństwem obywatelskim i organami dyplomatycznymi w sali koncertowej Qazaq w Nur-Sułtanie.
- 14 września[1]

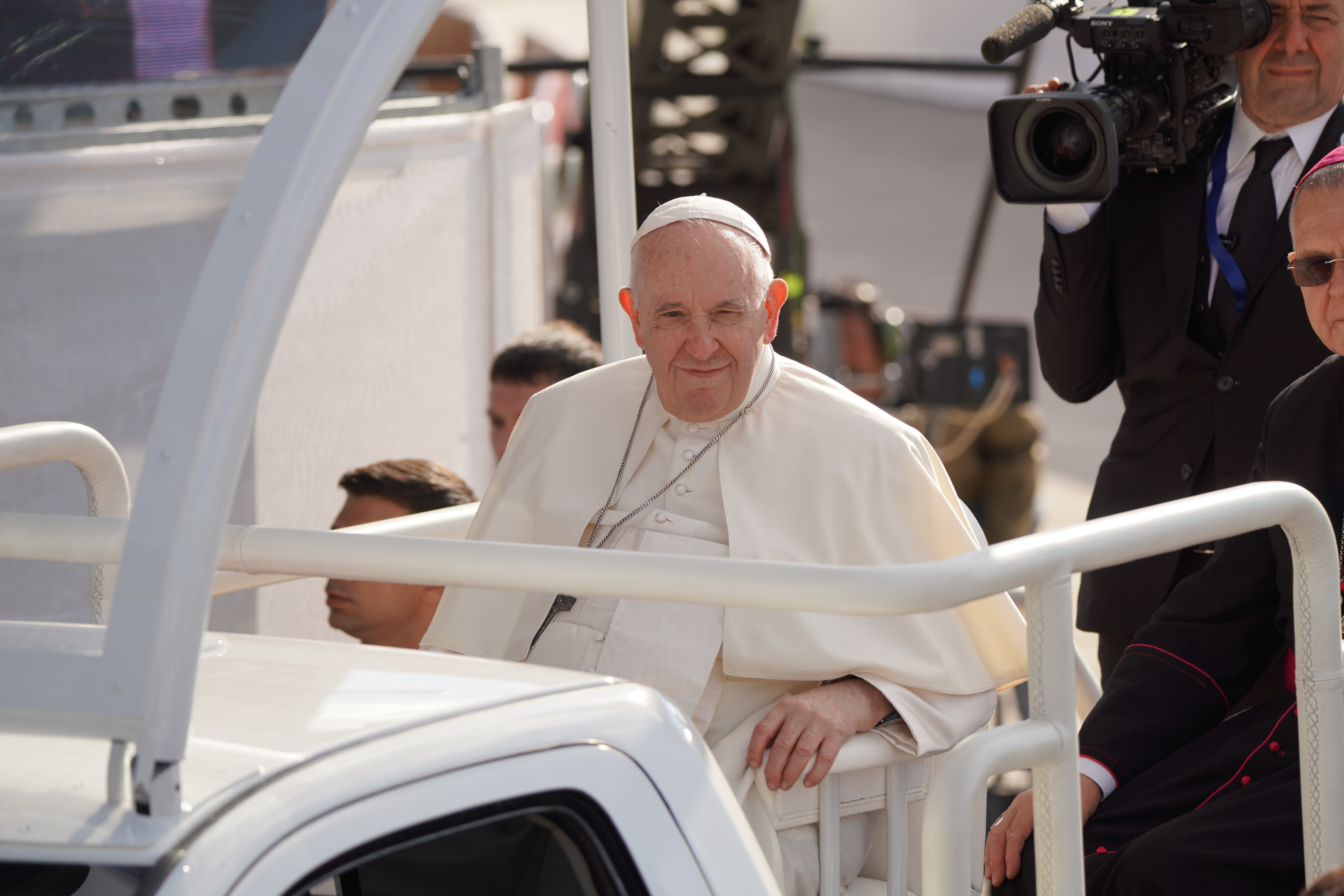
Podróż apostolska Franciszka do Kazachstanu

O 1000 papież wziął udział cichej modlitwie z przywódcami religijnymi oraz w otwarciu sesji plenarnej VII Kongresu Przywódców Światowych i Tradycyjnych Religii w Pałacu Pokoju i Pojednania w Nur-Sułanie zaś o 1200 papież odbył prywatne spotkanie z niektórymi przywódcami religijnymi. O 1645 na placu Expo Franciszek odprawił eucharystię.
- 15 września[1]

O 900 w Nucjaturze Apostolskiej papież spotkał się z kazachskimi jezuitami zaś o 1030 odbył spotkanie z biskupami, kapłanami, diakonami, osobami konsekrowanymii, seminarzystami i pracownikami duszpasterskimi w Katedrze Matki Bożej Nieustającej Pomocy w Nur-Sułtanie oraz o 1500 papież wziął udział w odczytaniu deklaracji końcowej kongresu w „Pałacu Pokoju i pojednania”. O 1615 nastąpiła ceremonia pożegnania papieża na Międzynarodowym Porcie Lotniczym im. Nur-Sultana zaś o 1645 wylot z międzynarodowego lotniska Nur-Sultana do Rzymu. O 2015 przylot na międzynarodowe lotnisko Rzym/Fiumicino.